# Heller (Band)
Heller ist eine serbische Thrash-Metal-Band aus Belgrad (damals noch Sozialistische Föderative Republik Jugoslawien), die im Jahr 1986 gegründet wurde, sich 1993 auflöste und seit 2013 wieder aktiv ist.

## Geschichte
Die Band wurde im Jahr 1986 gegründet und bestand aus dem Gitarristen und Sänger Attila Milojković, dem Gitarristen Zoran „Dane“ Dankov, dem Bassisten Zoran „Deda“ Miladinović und dem Schlagzeuger Kosta „Kole“ Bogdanović. Miladinović sollte schon kurze Zeit später durch Dejan „Čvora“ Čvorović ersetzt werden und auch Bogdanović wurde später durch Muller ersetzt. Im Jahr 1988 kam Senad „Žmegi“ Prašović als Sänger zur Besetzung, sodass sich Attila voll auf das Spielen der E-Gitarre konzentrieren konnte. 1989 erschien das erste, selbstbetitelte Album. Der Veröffentlichung schlossen sich viele Auftritte an, unter anderem auch als Vorband für Destruction. Durch die Jugoslawienkriege war es der Band jedoch nicht möglich, weiterzubestehen, sodass sie sich nach einem letzten Demo im Jahr 1993 auflöste. 2005 wiederveröffentlichte Rock Express Records das Debütalbum, worauf das 1993er-Demo als Bonus enthalten ist. Im Jahr 2013 gab die Band ihre Wiedervereinigung bekannt, hielt 2014 eine Tour ab und trat dabei auch auf dem Exit Festival auf.

## Stil
Laut einer Myspace-Fanseite ist Heller die erste serbische Thrash-Metal-Band und eine der ersten Metal-Bands des Landes überhaupt. Das Debütalbum der Band sei das erste Thrash-Metal-Album aus dieser Region. Die Texte des Albums seien in allen Liedern, außer bei Dead or Alive, auf Serbisch. Auf dem Demo von 1993 gebe es vier Lieder auf Englisch. Laut thecorroseum.com sind die ersten beiden Lieder Inferno und Armageddon der minimalistischste Thrash Metal, den der Rezensent je gehört habe. Der Stil der Band sei interessant und in gewisser Weise auch originell. Das Lied Inverzija biete einprägsamen und schweren Heavy Metal und in Demoska Devojka werde ein Echo-Effekt für den Gesang verwendet. Grob Bez Dna biete Musik im Stil von Sodom zur Zeit von Persecution Mania. Auch auf der zweiten Hälfte des Albums sei ein Vergleich zu Sodom naheliegend. Laut thethrashmetalguide.com spielt die Band Thrash Metal, der durch den Stil der San Francisco Bay Area beeinflusst wurde. Zudem seien auch Einflüsse von klassischem Heavy Metal, Doom Metal und in dem 11 Sekunden langen Lied Adam I Eva auch Grindcore zu hören.

## Diskografie
- 1987: Beograd Hardcore '86/'87 No. 1 (Split mit Thrashagain, Crist und K.V.Z., Bojkot Tapes)
- 1988: Demo 88 (Demo, Eigenveröffentlichung)
- 1989: Heller (Album, Ghost House Records)
- 1993: Demo Tape (Demo, Take It or Leave It Records)